# Hoàng Công Thủy
Hoàng Công Thủy (sinh năm 1966) là một chính trị gia người Việt Nam. Ông hiện là Phó Chủ tịch Ủy ban Trung ương Mặt trận Tổ quốc Việt Nam. Nguyên Phó Bí thư Thường trực Tỉnh ủy Phú Thọ

## Tiểu sử
Ông sinh ngày 28/8/1966 tại Thị trấn Hạ Hòa, huyện Hạ Hòa, tỉnh Phú Thọ
Trình độ chuyên môn: Thạc sỹ Kinh tế
Trình độ lý luận chính trị: Cao cấp

## Quá trình công tác

### Tỉnh Phú Thọ
- Từ tháng 3/1989 - 2/1995: Chuyên viên Sở Tài chính Vật giá tỉnh Vĩnh Phú
- Từ tháng 3/1995 - 12/1996: Phó phòng Kế hoạch ngân sách, Sở Tài chính Vật giá tỉnh Vĩnh Phú
- Từ tháng 1/1997 - 7/1997: Phó phòng Kế hoạch ngân sách, Sở Tài chính Vật giá tỉnh Phú Thọ
- Từ tháng 8/1997 - 8/2001: Trưởng phòng Kế hoạch ngân sách, Sở Tài chính tỉnh Phú Thọ
- Từ tháng 9/2001 - 1/2005: Phó Giám đốc Sở Tài chính tỉnh Phú Thọ
- Từ tháng 2/2005 - 10/2005: Ủy viên Ban Thường vụ Thành ủy, Phó Chủ tịch UBND thành phố Việt Trì, tỉnh Phú Thọ
- Tháng 11/2005: Phó Bí thư Thường trực Thị ủy Phú Thọ, tỉnh Phú Thọ
- Từ tháng 12/2005 - 10/2010: Phó Bí thư Thị ủy, Chủ tịch UBND thị xã Phú Thọ, tỉnh Phú Thọ
- Từ tháng 10/2010 - 2/2011: Tỉnh ủy viên (TUV), Bí thư Thị ủy Phú Thọ, tỉnh Phú Thọ
- Từ tháng 3/2011 - 8/2012: TUV, Giám đốc Sở Kế hoạch và Đầu tư tỉnh Phú Thọ
- Từ tháng 9/2012 - 6/2016: TUV, Phó Chủ tịch UBND tỉnh Phú Thọ
- Từ tháng 7/2016 - 5/2019: Ủy viên Ban Thường vụ Tỉnh ủy, Phó Chủ tịch UBND tỉnh Phú Thọ
- Ngày 28 tháng 6 năm 2019: được Ban Chấp hành Đảng bộ tỉnh Phú Thọ nhiệm kì 2015 - 2020 bầu làm Phó Bí thư Tỉnh ủy[1]

### Ủy ban Trung ương Mặt trận Tổ quốc Việt Nam
- Ngày 14 tháng 2 năm 2023: tại Hà Nội, Đảng đoàn MTTQ Việt Nam đã tổ chức hội nghị công bố quyết định của Ban Bí thư về công tác cán bộ. Theo quyết định, đồng chí Hoàng Công Thủy, Phó Bí thư Thường trực Tỉnh ủy Phú Thọ thôi tham gia Ban Chấp hành Thường vụ Tỉnh ủy, thôi giức chức Phó Bí thư Thường trực Tỉnh ủy Phú Thọ nhiệm kỳ 2020-2025; điều động, chỉ định tham gia Đảng đoàn MTTQ Việt Nam.[2]
- Ngày 15 tháng 03 năm 2023: tại Hội nghị lần thứ 8 UBTW MTTQ Việt Nam khóa IX đã hiệp thương cử ông Hoàng Công Thủy, Ủy viên Đảng đoàn Mặt trận Tổ quốc Việt Nam tham gia Ủy ban, Đoàn Chủ tịch và giữ chức Phó Chủ tịch Ủy ban Trung ương Mặt trận Tổ quốc Việt Nam khóa IX nhiệm kỳ 2019 - 2024

## Khen thưởng
- Huân chương Lao động hạng nhất, nhì, ba
- Bằng khen của Thủ tướng Chính phủ năm 2005
- Bằng khen của các bộ, nhanh và địa phương